# پینو پورتزیو
پینو پورتزیو (ایتالیایی: Pino Porzio؛ زادهٔ ۲۶ فوریهٔ ۱۹۶۷) بازیکن واترپلو اهل ایتالیا بود.